# Fiat Argenta
La Fiat Argenta n'est pas un nouveau modèle Fiat mais le restylage de la Fiat 132, lancée en 1972 et dont le modèle qui devait lui succéder, la Fiat Croma, tardait à venir. C'est pour relancer cette grosse berline luxueuse que Fiat lança la version 132 Argenta en 1981. Ce sera la dernière voiture de série de la marque à disposer d'un coffre et de la propulsion. À partir de 1985, tous les modèles Fiat seront dotés de la traction avant.

## Histoire
La priorité du centre d'études Fiat, à la fin des années 1970, début 1980, était les Fiat Ritmo et Fiat Panda. En pleine crise pétrolière les constructeurs se livraient une bataille acharnée sur les petits modèles et comme d'autres, Fiat a fait le choix de retarder les études de sa grande berline haut de gamme.
La direction générale Fiat Auto opte donc pour une refonte assez profonde de son ancienne Fiat 132 qui avait connu un bon succès commercial et il est décidé de maintenir la structure de l'habitacle mais de redessiner complètement les parties avant et arrière. La sellerie n'était pas oubliée et l'on rechercha les meilleurs produits, velours épais, pour tous les habillages.
Il n'en demeure pas moins que la base mécanique de la Fiat Argenta reprenait le principe de la propulsion de la Fiat 132 ce qui était de bon ton pour ce genre de voiture — la majorité les BMW et Mercedes en sont encore équipées en 2012 — mais signait un retard technologique dans la gamme Fiat qui avait mis au point la traction avant pour les grandes séries dans les années 1960, d'autant plus que l'essieu arrière demeurait rigide.
À son lancement, l'Argenta, dispose de trois motorisations, comme l'ancienne Fiat 132 : 1600 (1 585 cm3, 98 ch) ; 2000 i.e. (1 995 cm3, 122 ch) et 2 500 diesel (2 499 cm3, 72 ch). Elle fut accueillie très froidement par la clientèle.

## Fiat Argenta2esérie1983
En 1983, pour redonner de l'attrait à cette berline Fiat procède à de petites retouches de carrosserie, et la dote d'un moteur diesel turbocompressé. La nouvelle version est alors proposée avec quatre motorisations : la 100 (1 585 cm3, 98 ch), la 120 IE (1 995 cm3, 122 ch), la diesel (2 499 cm3, 72 ch) et la Turbo DS (2 445 cm3, 90 ch). Par la même occasion, les voies sont élargies, au bénéfice du comportement routier.

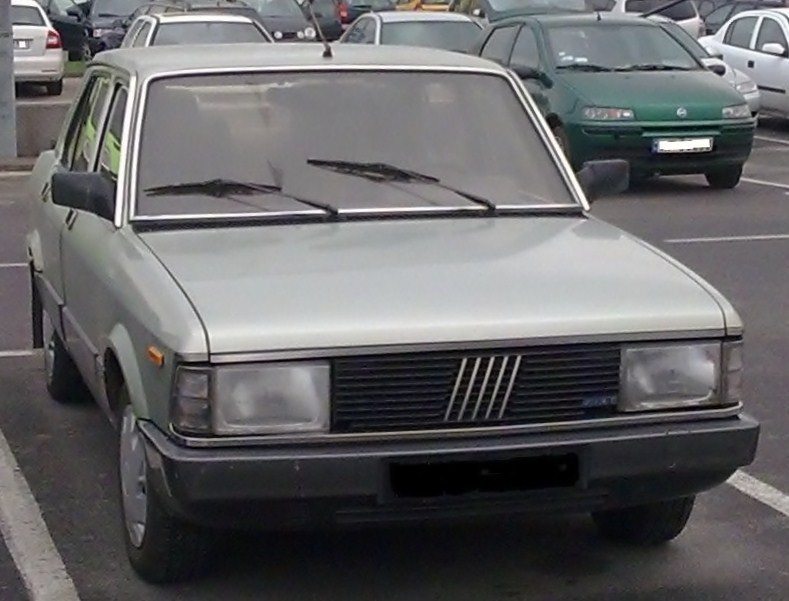
Fiat Argenta 2e série

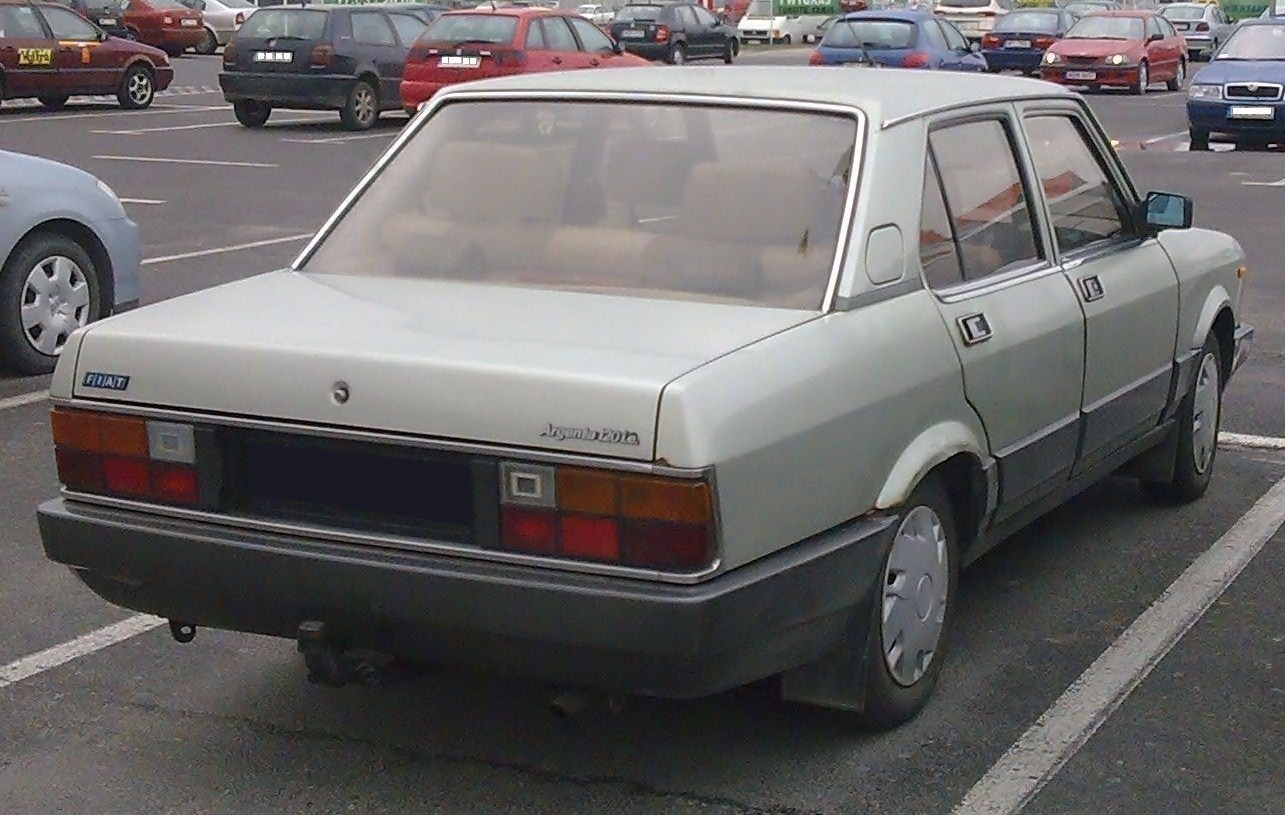
Fiat argenta 2e série vue arrière

En 1984 une version essence plus puissante est proposée, SX sur le marché italien (VX pour les marchés étrangers), équipée du moteur de 1 995 cm3 avec un compresseur volumétrique développant 135 ch semblable à celui qui équipa la Fiat 131 Volumex et la Lancia Trevi Volumex. 

## Motorisations
| Modèle      | Disponibilité | Moteur                     | Cylindrée (cm³) | Puissance (kW/ch DIN) | Couple maxi (N m) | Accélération 0–100 km/h (secondes) | Vitesse maxi (km/h) | Consommation (l/100 km) |
| 100         | 1983 - 1985   | Fiat essence               | 1585            | 72 kW/98 ch           | 133               | 12,7                               | 165                 | 8,2                     |
| 1600        | 1981 - 1983   | Fiat essence               | 1585            | 72 kW/98 ch           | 132               | 12.7                               | 165                 | 8,6                     |
| 120 i.e.    | 1983 - 1985   | Fiat essence               | 1995            | 89 kW/122 ch          | 171               | 10.7                               | 175                 | 8,4                     |
| 2000 i.e.   | 1981 - 1983   | Fiat essence               | 1995            | 89 kW/122 ch          | 171               | 10.7                               | 172                 | 9,8                     |
| 2.0 SX      | 1984 - 1985   | Fiat essence + compresseur | 1995            | 99 kW/135 ch          | 206               | 9.8                                | 185                 | 7,5                     |
| Diesel      | 1981 - 1984   | Fiat Diesel                | 2499            | 52 kW/72 ch           | 147               | 19.2                               | 150                 | 6,8                     |
| Turbodiesel | 1983 - 1985   | Fiat Diesel                | 2445            | 66 kW/90 ch           | 196               | 13.0                               | 160                 | 6,2                     |

En décembre 1985 la Fiat Argenta cède sa place à la nouvelle Fiat Croma, fruit du projet "Tipo 4" qui voit les quatre modèles Lancia Thema, Fiat Croma, Saab 9000 et Alfa Romeo 164 partager la même étude et la même plate-forme technique.
La Fiat Argenta n'a été fabriquée qu'en Italie, contrairement à la Fiat 132 qui fut construite dans plusieurs pays dans le monde. Production : voir Fiat 132.